# Acção Católica Portuguesa
A Acção Católica Portuguesa (ACP)  nasceu pela mão do Cardeal Manuel Gonçalves Cerejeira em 1933, sobre o incentivo do Papa Pio XI, de modo a estimular a participação dos leigos na Igreja Católica. A ACP era também vista como o braço da Igreja na Sociedade, levando a esta os valores que a Igreja professava de uma forma mais informal.
Era uma organização que cobria todas as dioceses do país, tendo dado origem a 20 movimentos especializados, organizados por sexo e idade, que se agrupavam pelo famoso AEIOU da ACP. - Agrário, Escolar, Independente, Operário e Universitário.
Paulo Fontes, professor da Universidade Católica Portuguesa, e antigo militante do Movimento Católico de Estudantes, afirma acerca que “O projecto original da Acção Católica era ter debaixo do mesmo chapéu todas as organizações católicas” e “fazer uma recristianização do país”, afirma o historiador.

## História da ACP em Portugal
Fundada em 1933, a Acção Católica surge numa altura em que a Igreja pretendia recristianizar uma sociedade que vinha de uma 1.ª República portuguesa pautada pela indiferença relativamente a valores religiosos. A Igreja vivia um momento de crescimento, com a criação de numerosas obras caritativas e religiosas, assente na força espiritual, que pretendia envolver mais os leigos nos trabalhos da Igreja.
"As aparições de Fátima, ocorridas de Maio a Outubro de 1917 (um ano antes do fim da Primeira Grande Guerra Mundial), a sua mensagem espiritual (com um laivo de ideologia política, no anúncio da conversão da Rússia) e o desenvolvimento do seu santuário como pólo de atracção religiosa, a renovação pedagógica e espiritual dos seminários, a expansão da imprensa periódica e das edições católicas, a referida multiplicação das obras católicas, mobilizando e formando um crescente número de leigos para diversas formas de apostolado, constituíam sinais de vitalidade. E o novo regime político autoritário, liderado por Salazar (católico, ex-seminarista e antigo dirigente do CADC), não só tolerava esta acção de revigoramento, como procurava aproveitá-la para reforço do seu poder sobre a sociedade portuguesa.
E no entanto, esta Igreja animada de nova pujança sentia-se ainda ameaçada pela cultura envolvente, pelas grandes correntes de ideias agnósticas, vindas do século XIX ou mesmo já do século XX — o liberalismo, o positivismo, o laicismo, o materialismo (quer dialéctico marxista-leninista, quer simplesmente prático) —, hostilizada por organizações poderosas, como a Maçonaria, e impedida de penetrar (por meio dos sacerdotes) nos meios sociais mais influentes (políticos, intelectuais, operários).
Enquanto se reconhece a necessidade de organizar os leigos e de lhes conferir um mandato eclesiástico, para que por meio deles a Igreja possa cumprir melhor a sua missão apostólica, nas sociedades modernas, recorre-se a um método objectivo de apostolado — ver, julgar e agir —, baseado na revisão de vida dos cristãos leigos, na família, na profissão, na sociedade."
in A Acção Católica em Portugal

## A Acção Católica em Portugal após 1974
Depois de extinta formalmente, a ACP continuou a existir em Portugal mais como uma plataforma que juntava os Movimentos que não deixaram de existir, mas que deixaram de ter uma junta central. O trabalho dos Movimentos passou a ser mais individualizado e orientado para cada situação específica.
Actualmente, a Acção Católica Portuguesa já não tem uma organização formal, assegurando a sua ligação através do FMAC - Fórum dos Movimentos da Acção Católica, que não funciona como a antiga junta central, que orientava os trabalhos dos Movimentos.
Fazem agora parte da Acção Católica:
- A ACI - Acção Católica Independente
- A ACR - Acção Católica Rural
- A JARC - Juventude Agrária Rural Católica
- A JOC - Juventude Operária Católica
- A LOC/MTC - Liga Operária Católica/Movimento de Trabalhadores Cristãos
- O MAAC - Movimento de Apostolado de Adolescentes e Crianças
- O MCE - Movimento Católico de Estudantes
- O MEC - Movimento de Educadores Cristãos

## Hino da ACP
Abram alas, terra em fora,

Por entre frémitos de luz.

Deus nos chama é nossa a hora,

Alerta pela Cruz!

Almas bravas de soldados,

Senhor, já surgem de além,

E há caminhos não andados

Que esperam por alguém.

Em nós, acendei em nós, ó Deus,

Flamas de um nobre ideal

Clarins, vibrem clarins nos

Por amor de Portugal.

Quem avança a conquistar troféus

Luta por bem da Grei

Lutai a cantar, de olhar em Deus,

Batalhões de Cristo-Rei!